# The Black Dog
The Black Dog es un grupo de techno e IDM británico fundado en 1989 por Ken Downie junto a Ed Handley y Andy Turner. El grupo es considerado figura pionera de la estética reflexiva de "escucha casera" del techno a principios de los años 1990.
En 1989, ante la dificultad que encontraban para que algún sello discográfico les publicara su música, decidieron crear uno propio, Black Dog Productions, nombre por el que suele identificarse el material temprano del grupo. Su primer LP fue Bytes, publicado en 1993. Este álbum es el tercero de la serie de discos Artificial Intelligence de Warp Records. A continuación publicaron otros dos discos largos, "Temple of Transparent Balls" y "Spanners". En numerosas ocasiones han producido bajo seudónimos, entre los cuales se encuentran Close Up Over, Xeper, Atypic, I.A.O. o Balil.
En 1995, Ed y Andy dejaron el proyecto para concentrarse en su trabajo en otro grupo, Plaid. Ken continuó trabajando en The Black Dog por su cuenta por un tiempo, lo que se tradujo en la publicación del disco "Music for Adverts". Más adelante se le unieron Steve 'Hotdog' Ash y Ross Knight. Juntos publicaron el disco "Unsavoury Products". En 2001, Downie se unió a Richard y Martin Dust, propietarios del sello "Dust Science Recordings", publicando "Silenced" en 2005 y "Radio Scarecrow" en 2008. En 2009 fue publicado el disco "Further Vexations". 

## Proyectos paralelos
La alineación inicial se mantuvo ocupada con numerosos alter ego y proyectos paralelos, incluidos Echo Mike, Close Up Over, Xeper, Atypic, I.A.O., Plaid, Balil y Discordian Popes. Bytes de 1993 recopila las pistas de un álbum de estos proyectos paralelos bajo el manto de Black Dog Productions. De estos proyectos paralelos, sólo Plaid sigue activo.
Más recientemente, la formación actual de The Black Dog (Ken Downie con Martin y Richard Dust) ha colaborado con el grupo Psychick Warriors de Gaia en un nuevo proyecto ambiental llamado Dadavistic Orchestra. Inspirándose en los artistas dadaístas de principios del siglo XX, Dadavistic Orchestra ha publicado un álbum y dos EP, que ofrecen impresiones en gelatina de plata de edición limitada en homenaje al fotógrafo de vanguardia Man Ray y las primeras copias se venden por correo.

## Discografía

### Álbumes de estudio
Ken Downie con Ed Handley y Andy Turner:
- 1993 Bytes (como Black Dog Productions)
- 1993 Temple of Transparent Balls]'
- 1995 Spanners

Ken Downie solo:
- 1996 Music for Adverts (and Short Films)

Ken Downie con Steve Ash y Ross Knight:
- 2002 Unsavoury Products]' (featuring Black Sifichi)

Ken Downie con Martin Dust y Richard Dust:
- 2005 Silenced
- 2008 Radio Scarecrow
- 2009 Further Vexations
- 2010 Music for Real Airports]'
- 2011 Liber Dogma
- 2013 Tranklements
- 2015 Neither/Neither
- 2018 Black Daisy Wheel
- 2018 Post-Truth
- 2020 Fragments
- 2021 Music for Photographers
- 2023 Music for Airport Lounges
- 2023 The Grey Album
- 2023 My Brutal Life

### EP
- 2013 Tranklements
- 2010 Music For Real Airports
- 2009 Further Vexations
- 2008 Detroit Vs Sheffield EP
- 2008 Radio Scarecrow
- 2008 Set To Receive EP
- 2007 Floods EP
- 2007 Remixes 2
- 2007 Book of Dogma
- 2006 Riphead Ep
- 2006 Thee Singles
- 2005 Silenced
- 2005 The Remixes Ep
- 2005 Trojan Horus Ep
- 2005 Remote Viewing Ep
- 2005 Bite Thee Back Ep
- 2003 Genetically Modified
- 2002 Unsavoury Products
- 1998 Plan Black V Dog (junto a Plan V)
- 1996 Music for Adverts (and Short Films)
- 1995 Parallel
- 1995 Spanners
- 1993 Temple of Transparent Balls
- 1993 Bytes